# Clivus Scauri
Il clivus Scauri ("clivo di Scauro") era una strada della Roma antica che saliva dalla depressione tra Palatino e Celio lungo il lato est di quest'ultimo fino alla sua sommità, dove oggi è piazza della Navicella. Ancora oggi la strada ha mantenuto il nome antico, nel tratto iniziale. Si staccava dalla strada che congiungeva il Circo Massimo al Colosseo appena a nord del Settizonio, dove oggi sorge la chiesa di San Gregorio al Celio, e costeggia la basilica dei Santi Giovanni e Paolo.
Il nome della strada è testimoniato da un'iscrizione di età imperiale e dalle fonti medievali a partire dall'VIII secolo. Probabilmente la sua apertura fu dovuta a un membro della gens Aemilia Scauri, forse Marco Emilio Scauro, censore nel 109 a.C.

## Descrizione
La strada ha suggestivamente conservato l'aspetto antico nell'insieme, con alcuni punti affiancati da abitazioni dell'età imperiale, con ampie parti delle facciate conservate e collegate, in un tratto, da archi medievali che scavalcano la via. Il lato sinistro è occupato da alcuni edifici sotto la basilica dei Santi Giovanni e Paolo e altri si trovano su quello destro.
Nei pressi della chiesa di San Gregorio si vedono i resti di un criptoportico (sotto la casa del portiere della chiesa), di un'abitazione del III secolo a più piani (sotto la cappella di Santa Barbara) e un tratto di muro in opera quadrata tufacea su un nucleo di cementizio, resto di un edificio di epoca repubblicana (a destra dell'oratorio di Santa Silvia).
Dietro l'oratorio di Sant'Andrea si vede un'aula basilicale identificata con la biblioteca di papa Agapito I. Un po' più avanti si vede un altro edificio appartenente forse allo stesso complesso; sulla facciata in laterizio si vedono le tracce di tre porte tamponate.
Sulla destra, in piazza Santi Giovanni e Paolo, si vede un edificio di laterizio del III secolo, consistente in una fila di tabernae appoggiate al muro di fondo, con tracce di un secondo piano. Sulla piazza affacciano anche l'ingresso (un tempo principale) di Villa Celimontana, e il podio del Tempio del Divo Claudio.

La strada, il cui tratto successivo è oggi intitolato a San Giovanni della Croce, usciva dalla porta Celimontana sotto l'arco di Dolabella, dove incontrava il proseguimento neroniano dell'Acquedotto Claudio.